# Lamprocryptus niger
Lamprocryptus niger är en stekelart som beskrevs av Szepligeti 1916. Lamprocryptus niger ingår i släktet Lamprocryptus och familjen brokparasitsteklar. Inga underarter finns listade i Catalogue of Life.